# Bressuire
Bressuire är en kommun i departementet Deux-Sèvres i regionen Nouvelle-Aquitaine i västra Frankrike. Kommunen ligger i kantonen Bressuire som tillhör arrondissementet Bressuire. År 2022 hade Bressuire 19 860 invånare.

## Befolkningsutveckling
Antalet invånare i kommunen Bressuire
| Referens: INSEE |